# Rhyncaphytoptus ulmivagrans
Rhyncaphytoptus ulmivagrans är en spindeldjursart som beskrevs av Hartford Hammond Keifer 1939. Rhyncaphytoptus ulmivagrans ingår i släktet Rhyncaphytoptus, och familjen Diptilomiopidae. Arten är reproducerande i Sverige.